# Manuel Chao
Manuel Chao Rovira (Túxpam, Veracruz; 26 de septiembre de 1883-Jiménez, Chihuahua; 26 de junio de 1924) fue un militar mexicano que participó en la Revolución mexicana.

## Inicios
Nació en Tuxpan, Veracruz el 26 de septiembre de 1883, sus padres fueron don Ángel Chao y doña Ramona Rovira.
Se unió a las labores del campo hasta 1900. Se graduó en la Escuela Normal de Jalapa, fundada por Enrique C. Rébsamen. A principios de siglo se trasladó a Durango a ejercer su profesión y llegó a ser director de la escuela “Nombre de Dios”. En 1910 se adhirió al movimiento maderista en la población de Baqueteras. Llegó a teniente coronel y más tarde se unió al constitucionalismo.

## Revolución

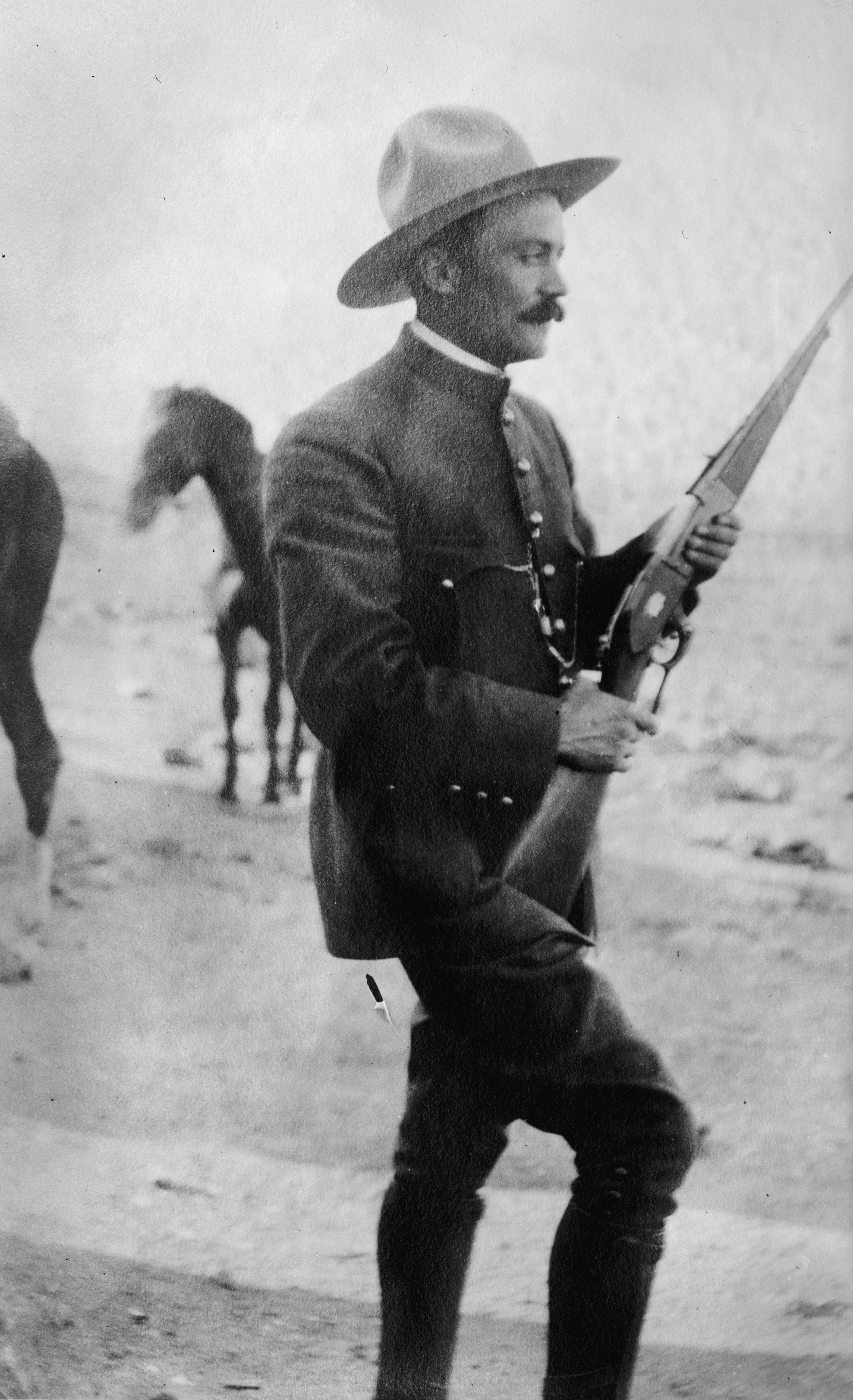
General Manuel Chao

Militó en la División del Norte que comandaba por el General Pancho Villa; como jefe de artillería participó en las acciones de Santa Bárbara, Ciudad Camargo e Hidalgo del Parral. Desde principios de 1914 al 13 de marzo de ese año fue gobernador del estado de Chihuahua, puesto del que intentó deponerlo, y hasta fusilarlo, Francisco Villa, siendo sostenido y defendido por Venustiano Carranza, Chao en cambio, siguió fiel a Villa, a pesar de que lo quiso fusilar. En junio de 1914 iba a tomar el mando de la escolta de Venustiano Carranza, pero ante la decisión de los villistas de tomar Zacatecas se incorporó a la  División del Norte y participó en dichos combates; sobresalió su actuación en la acción del cerro de “La Sierpe”. Chao intervino a favor de Álvaro Obregón cuando Pancho Villa ordenó su fusilamiento en Chihuahua, en septiembre del año señalado. Asistió a la Convención de Aguascalientes de octubre de 1914 y fue miembro de su comisión de gobernación a finales de ese año fue substituido por Fidel Ávila como gobernador de Chihuahua. Fue gobernador del Distrito Federal durante la presidencia de Eulalio Gutiérrez Ortiz, y entregó el cargo en enero de 1915 a Vito Alessio Robles. Ascendido a divisionario, Pancho Villa, lo designó, junto con Felipe Ángeles, delegado de la Conferencia Internacional para la organización de un gobierno que unificara las diversas facciones revolucionarias. Combatió al General Manuel C. Lárraga en Tamaulipas.

## Muerte
Aliado a las fuerzas villistas de Tomás Urbina combatió sin éxito en la Batalla de El Ébano, en San Luis Potosí, al ser derrotado marchó a Costa Rica donde participó en la Revolución de Sapoa que buscaba derrocar al dictador Federico Alberto Tinoco Granados y también participó en la Guerra de Coto contra Panamá en 1921. Regresó al país en 1923, para unirse a la Rebelión delahuertista, junto con los exvillistas Nicolás Fernández, Jesús Moreno y Jesús Villanueva. Fue segundo jefe de esta rebelión en el estado de Chihuahua. Murió fusilado en Jiménez, Chihuahua, el 26 de junio de 1924.